# デーイピュロス
デーイピュロス（古希: Δηΐπυλος, Dēipylos）は、ギリシア神話の人物である。長母音を省略してデイピュロスとも表記される。主に、
- ヒュプシピュレーの子
- ステネロスの友人
- ポリュメーストールの子

の3人が知られている。以下に説明する。

## ヒュプシピュレーの子
このデーイピュロスは、イアーソーンとレームノス島の女王ヒュプシピュレーの子で、エウネーオスと兄弟。しかしエウネーオスの兄弟はネブロポノスとも、トアースともいわれる。

## ステネロスの友人
このデーイピュロスは、アルゴスの王の1人ステネロスの友人で、トロイア戦争のさいにアルゴスの武将の1人として参加した。トロイア戦争ではディオメーデースがステネロスと協力してアイネイアースの馬を奪ったとき、ステネロスから馬を受け取ってギリシア軍の陣営まで引いて行った。後にデーイピュロスはトロイア軍がギリシア軍の防壁を破って陣営に侵入し、大混戦になったとき、ヘレノスに討たれた。

## ポリュメーストールの子
このデーイピュロスは、トラーキアのケルソネーソスの王ポリュメーストールとトロイアの王プリアモスの娘イーリオネーの子である。
ヒュギーヌスによると、イーリオネーはプリアモスから生まれたばかりの末の弟ポリュドーロスを預けられた。そこでイーリオネーはトロイアが滅亡してもポリュドーロスが生き延びられるように、自分とポリュメーストールとの間に生まれた赤子デーイピュロスとを入れ替え、ポリュドーロスをデーイピュロスとして育てた。後にトロイア戦争でトロイアが滅亡したとき、ギリシア軍はポリュメーストールに莫大な報酬と引き換えにポリュドーロスを殺すことを求め、自分の子をポリュドーロスと思っていたポリュメーストールによって殺された。。